# 室蘭市立みなと小学校
室蘭市立みなと小学校（むろらんしりつ みなとしょうがっこう）は、北海道室蘭市港南町2丁目にある公立小学校。

## 概要
武揚・絵柄・桜が丘の3小学校を統合して開校した。なお、校地は旧港南中学校があった場所に開校した。

## 沿革
- 2007年（平成19年）4月1日 - 武揚小学校・絵柄小学校・桜が丘小学校が統合し、みなと小学校開校。

## 学区
- 絵鞆町、祝津町、港南町、増市町、小橋内町、築地町、緑町、西小路町、沢町、幕西町、海岸町、中央町、常盤町、清水町、幸町、本町、栄町、舟見町、山手町、入江町[1]

## 周辺
- 特定非営利活動法人こどもの森幼保園祝津保育所 - 進学前保育所のひとつ
- 室蘭市営港南町団地
- マルトミストア
- 室蘭港南簡易郵便局
- 北海道道844号祝津西小路中央線
- なお、鍋島山を越えた所に、学校給食センターがある。

## アクセス
- 道南バス12系統・14系統で、「みなと小学校前」バス停下車。
- JR北海道室蘭本線東室蘭駅・母恋駅から、上述の路線バスで、「みなと小学校前」バス停下車。

## 進学先中学校
- 室蘭市立室蘭西中学校